# Hexatoma dayana
Hexatoma dayana är en tvåvingeart som beskrevs av Alexander 1959. Hexatoma dayana ingår i släktet Hexatoma och familjen småharkrankar. Inga underarter finns listade i Catalogue of Life.